# Občina Zavrč
Občina Zavrč je jednou z 212 občin ve Slovinsku. Nachází se v Podrávském regionu na území historického Dolního Štýrska. Občinu tvoří 30 sídel, její rozloha je 19,3 km² a k 1. lednu 2017 zde žilo 1 819 obyvatel. Správním střediskem občiny je vesnice Goričak.

## Geografie
Území občiny je kopcovité, dosti zalesněné, s nadmořskou výškou zhruba od 200 m na severu v údolí řeky Drávy až po 412 m na západě. Souběžně s východní hranicí vede severo-jižním směrem silnice č. 691.

## Členění občiny
Občina se dělí na sídla:
- Belski Vrh
- Drenovec
- Gorenjski vrh
- Goričak
- Hrastovec
- Korenjak
- Pestike
- Turški Vrh
- Zavrč

## Sousední občiny
Sousedními občinami jsou Gorišnica na severu a Cirkulane na západě. Na jihu a na východě hraničí s Chorvatskem.